# El Fiscal
El Fiscal est un village péruvien de la région d'Arequipa dans la province d'Islay et dans le district de Cocachacra.